# Paulo Moratore
Paulo Rogerio Moratore  (São Paulo, 9 de maio de 1968) é um handebolista brasileiro, que atuava na meia direita.
Formado em engenharia, atualmente é diretor de uma multinacional do setor de informática.

## Trajetória esportiva
Começou a praticar esporte na escolinha do Pinheiros aos 12 anos, onde teve contato com o handebol.
Foi campeão brasileiro em 1987 e, no mesmo ano, transferiu-se para Portugal, onde atuou nas equipes TAP, Belenenses e Almada.
Participou dos Jogos Olímpicos de 1992 em Barcelona.  Em 1994 voltou ao Brasil e ao Pinheiros e, no mesmo ano foi campeão sul-americano.  Participou dos Jogos Olímpicos de 1996 em Atlanta.
Encerrou a carreira de atleta em 1998.